# Guaimario IV de Salerno
Guaimario IV (c. 1013 - 3 de junio del 1052) fue príncipe de Salerno y Capua y duque de Gaeta y Amalfi. El duque de Nápoles fue su "vasallo" desde 1039 hasta 1047. Conquistó todo el sur continental de Italia, desde Gaeta hasta Calabria, aunque por poco tiempo porque el emperador alemán le negó apoyo  por temor a su crecimiento.

## Historia

El Principado de Salerno bajo Guaimario IV entre 1039 y 1047, cuando se extendía por todo el sur continental italiano

Guaimario IV fue el príncipe lombardo de Salerno desde 1027 y de Capua desde 1038, y duque de Amalfi desde 1039. 
Por poco tiempo entre 1040 y 1041, fue también duque de Gaeta y recibió el vasallaje del Duque de Nápoles. 
Guaimario fue príncipe durante un período de enorme cambio en el Mezzogiorno. 
Cuando sucedió a su padre, Guaimario III, los bizantinos habían terminado una gran campaña contra los lombardos y los moros, recuperando mucha tierra de su Catapanato de Italia. 
Cuando Guaimario fue asesinado en 1052, los normandos estaban controlando -junto con él- la mayor parte de Apulia expulsando a los bizantinos definitivamente de Italia.
El Principado de Salerno con Guaimario IV alcanzó su zenit histórico, controlando todo el sur continental de Italia entre 1039 y 1048. Para conseguir estas conquistas, Guaimario obtuvo el apoyo de muchos guerreros mercenarios normannos. Y cuando fue asesinado en 1052, estos normannos lo vengaron masacrando a todos los que lo mataron.

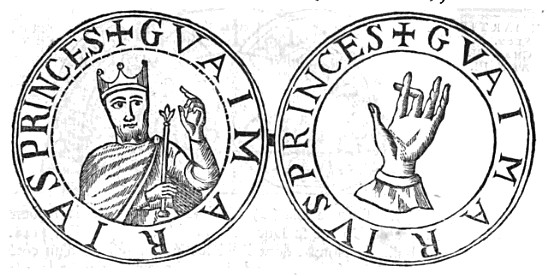
Sello de Guaimario IV

Bajo su mando Salerno adquirió mucha importancia, especialmente gracias a su "Scuola Medica Salernitana", considerada históricamente la primera universidad en Europa.
Salerno era llamada "Opulenta Salernum" en las monedas, ya que era la más pudiente y populada ciudad del sur italiano. 
Casi mil judíos vivían en la ciudad, comerciando con todo el Mediterráneo. El puerto de Salerno -en los años de Guaimario IV- era el centro del comercio marítimo de la península italiana con el norte del África árabe.